# Piotr III (król Portugalii)
Piotr III, port. Pedro III (ur. 5 lipca 1717, zm. 25 maja 1786) – król Portugalii jako małżonek królowej Marii I.

## Życiorys
Był młodszym synem króla Jana V i stryjem swej królowej małżonki. Poślubił ją w roku 1760, gdy była jeszcze dziedziczką tronu. Wstąpili na tron razem w 1777. Mieli sześcioro dzieci:
- Józefa Franciszka (1761–1788)
- Józefa Jana (1763–1763)
- Jana (1767–1826)
- Marię Annę (1768–1788)
- Marię Klementynę (1774–1776)
- Marię Izabelę (1776–1777).

Ich syn Jan był najstarszym z rodzeństwa, który dożył pełnoletniości. Objął rządy po matce jako Jan VI w 1816 roku.
Piotr nie interesował się sprawami kraju, przedkładając nad nie polowania i ceremonie religijne. Był odznaczony portugalskim Krzyżem Wielkim Wstęgi Trzech Orderów (Chrystusa, św. Benedykta z Avis i św. Jakuba od Miecza) oraz hiszpańskim Orderem Złotego Runa.